# Jan Górski (policjant)
Jan Górski (ur. 1 lutego 1887 w Rudzie, zm. 1940 w Kalininie) – polski policjant, funkcjonariusz Policji Województwa Śląskiego, ofiara zbrodni katyńskiej. Pośmiertnie awansowany na aspiranta.

## Życiorys
Urodził się 1 lutego 1887 roku w Rudzie (późn. część Rudy Śląskiej) w rodzinie Michała i Józefy z domu Fronczak. W czasie I wojny światowej był żołnierzem Armii Cesarstwa Niemieckiego. Po demobilizacji, wiosną 1919 roku powrócił do Rudy, gdzie zaczął pracę jako górnik. Jeszcze w tym samym roku został zaprzysiężony na członka Polskiej Organizacji Wojskowej Górnego Śląska. Brał udział we wszystkich trzech powstaniach śląskich, a także był działaczem plebiscytowym.
15 stycznia 1924 roku wstąpił do Policji Województwa Śląskiego. Do 1 lipca 1933 roku służył na posterunku w Kończycach, a następnie na posterunku Katowice-Dąb. W latach międzywojennych działał w grupie Katowice-Miasto Związku Powstańców Śląskich. Organizował na terenie miasta upamiętniające przyłączenie części Górnego Śląska do Polski oraz powstania śląskie. W 1935 roku mieszkał przy ulicy Wąskiej w Katowicach.
W sierpniu 1939 roku w katowickim Dębie współorganizował oddział samoobrony powstańczej. W dniach 15-16 sierpnia z ramienia policji współprowadził tam akcję rozbicia oddziału niemieckich konspiratorów z oddziału Kampf Organisation Oberschlesien Ost.
W pierwszych dniach II wojny światowej, wieczorem 2 września 1939 roku ewakuował się z Katowic na wschód, najprawdopodobniej dołączając do cofających się pododdziałów 73 Pułku Piechoty. Po 17 września został schwytany przez sowietów i osadzony w Obozie Specjalnym NKWD w Ostaszkowie. Zamordowano go w kwietniu 1940 roku w Kalininie (późn. Twer). Jego prochy spoczywają na Polskim Cmentarzu Wojennym w Miednoje.
W 2007 roku został pośmiertnie awansowany na aspiranta.

## Odznaczenia
- Brązowy Krzyż Zasługi[2]
- Brązowy Medal Za Długoletnią Służbę[2]
- Gwiazda Górnośląska[2]
- Honorowy Krzyż Plebiscytowy[2]
- Krzyż na Śląskiej Wstędze Waleczności i Zasługi I stopnia[2]
- Medal Dziesięciolecia Odzyskanej Niepodległości[2]
- Medal Pamiątkowy za Wojnę 1918–1921[2]

## Upamiętnienie
- Skwer asp. Jana Górskiego w Katowicach, na terenie dzielnicy Dąb[4].